# Vénus Victrix (Canova)
La Vénus Victrix ou Pauline Borghèse en Vénus victorieuse est une sculpture néo-classique d'une femme semi-nue grandeur nature et allongée d'Antonio Canova. Elle est aussi surnommée la Vénus Borghèse, la princesse Pauline Bonaparte Borghèse ayant servi de modèle. Exécutée entre 1805 et 1808, elle est conservée à la Galerie Borghèse à Rome. Son plâtre est conservé à la Gipsoteca Canova de Possagno.

## Histoire

Robert Lefèvre, Portrait de Pauline Bonaparte, 1806, huile sur toile, château de Versailles.

Pauline Bonaparte, née à Ajaccio en 1780 et sœur cadette de Napoléon Ier, est l'épouse du prince romain Camille Borghèse, son second mari, avec qui elle s'est mariée en 1803. C'est précisément pour célébrer son mariage avec elle que Camille Borghèse, un jacobin et citoyen français qui occupe des charges prestigieuses dans le gouvernement de Napoléon, commande l'œuvre à Canova en 1804 : lorsque Pauline commence à poser pour le sculpteur, elle a vingt-cinq ans et est au sommet de sa splendeur sociale, également grâce au titre d'« Altesse Impériale » acquis l'année précédente, lorsque son frère Napoléon s'est proclamé empereur à la cathédrale Notre-Dame de Paris.

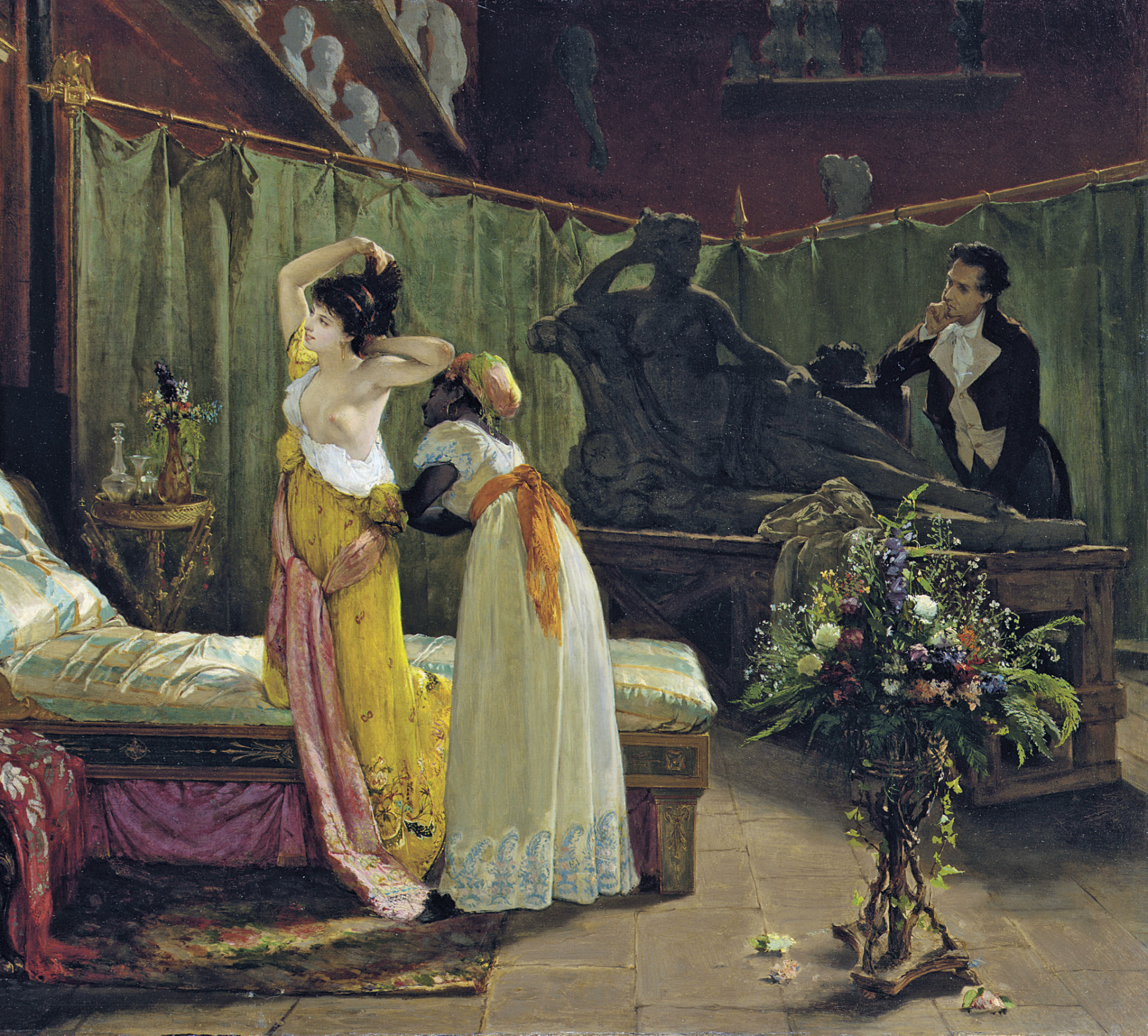
Lorenzo Valles, Pauline Borghèse dans l'atelier d'Antonio Canova.

En 1804, Canova possède un atelier à Rome dans la ruelle San Giacomo in Augusta en face de l'hôpital,. Pauline Borghèse le connait bien, Canova étant souvent invité au Palais Borghèse. C'est elle qui imagine être représentée nue.On raconte que Canova fut d'abord chargé de représenter Pauline Bonaparte entièrement vêtue en chaste déesse Diane, chasseuse et vierge, mais Pauline a éclaté de rire en disant que si on la représentait comme une vierge, personne ne le croirait jamais. Elle a une réputation de promiscuité facile, en France et en Italie, et apprécie peut-être la provocation de poser nue dans la Rome catholique. Lorsqu'on lui a demandé comment elle avait pu poser pour le sculpteur en étant si peu vêtue, elle aurait répondu qu'il y avait un poêle dans l'atelier qui la tenait au chaud, bien que cela puisse être apocryphe ou une boutade délibérément conçue par elle pour susciter le scandale. On raconte aussi que lorsqu'on demanda à Pauline si elle avait vraiment posé nue devant le sculpteur, elle répondit oui, mais que cela n'avait pas posé de problème puisque Canova, souligna-t-elle malicieusement, « n'était pas un vrai homme ». Cependant, les sources ne sont pas suffisantes pour établir avec certitude si Pauline a réellement posé nue ou si c'est Canova qui a enlevé les vêtements du sujet pendant l'exécution de l'œuvre ; le débat est encore ouvert.
Le sujet de la sculpture a peut-être aussi été influencé par l'ascendance mythique de la famille Borghèse qui faisait remonter sa descendance à Vénus par l'intermédiaire de son fils Énée, le fondateur de Rome.
Pour réaliser la « statue de la princesse Borghese », Canova organise son atelier de manière à ne se réserver que le sujet de l’œuvre, dont son étude, et des différentes possibilités de composition, ainsi que le moment de la « dernière main », où il mène la sculpture à son terme en apportant les interventions finales. Les phases de conception intermédiaires sont déléguées aux ouvriers de l'atelier, qui sont aussi chargés du décoffrage du marbre. Il reste quatre dessins d’étude du travail préparatoire relatif à la sculpture : l’un indique une autre hypothèse de composition où Pauline soulève le bras gauche sur sa tête, tandis qu’un autre aborde la relation entre Vénus-Pauline, la chaise longue et le matelas[réf. nécessaire].

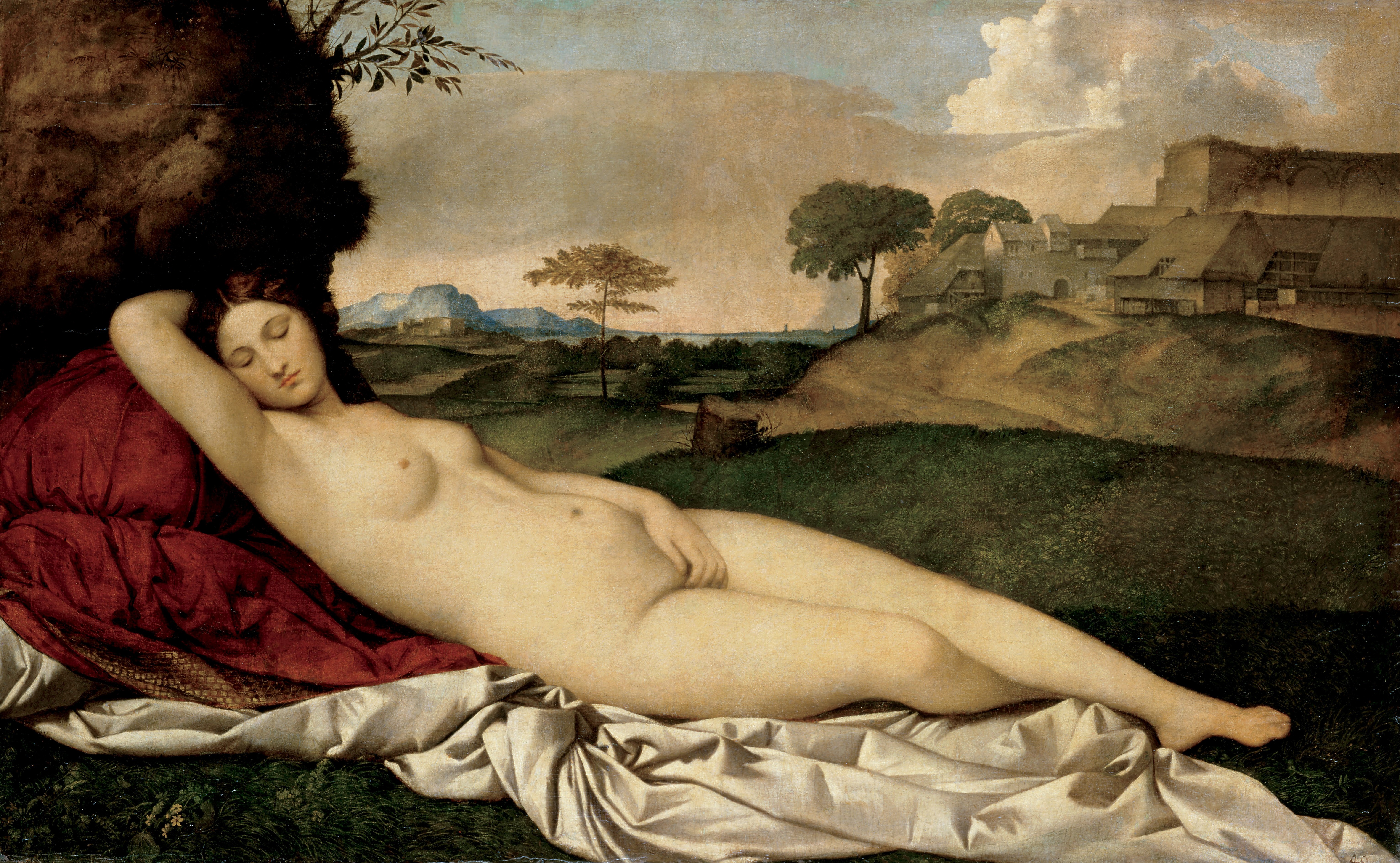
Giorgione, Vénus endormie, vers 1507-1510, huile sur toile, Gemäldegalerie Alte Meister, Dresde.

Canova se montre très sensible aux archétypes classiques : les références à la Danaé du Corrège, à la Vénus d'Urbin du Titien et à la Vénus endormie de Giorgione sont claires. Il achève l'œuvre en 1808 et est payé par Camille Borghèse en mai 1809 de la somme conséquente de six mille écus.
L'œuvre est aussitôt transportée à la résidence de Camille à Turin, ville où il occupe le poste de gouverneur général des départements transalpins. Elle fait rapidement sensation en raison de la sensualité excessive de Pauline. La statue est transportée à Gênes, puis au palais Borghèse du Campo Marzio en 1814, où le soir, elle est illuminée par des torches de suif dont le matelas porte encore les traces. Elle y reste exposée jusqu'à ce que Camille Borghèse décide de la retirer et de l'enfermer dans un coffre en 1820. Le prince Borghèse prend cette décision à la fois pour mettre fin au marché indigne des entrées payantes perpétré par les domestiques, mais aussi pour entretenir de bonnes relations avec la cour papale. En revanche, après la fin de l'époque napoléonienne, l'œuvre apparaît totalement décontextualisée, à la fois comme image et comme symbole : en exaltant la beauté de Pauline, la sculpture servait aussi à célébrer les Bonaparte et avait donc perdu sa légitimité après après la bataille de Waterloo. En 1820, Pauline elle-même  est affligée de maladies et de soucis, et n'est certainement plus jeune ; elle souhaite aussi que la statue soit enlevée, comme il ressort d'une lettre du 22 janvier 1818 adressée à son mari :
« Camillo, je voudrais vous demander de me faire une faveur... Je sais que parfois vous permettez à quelqu’un de voir ma statue en marbre. Je serais heureuse que cela ne se reproduise plus, car la nudité de la sculpture effleure l’indécence. Elle a été créée pour votre plaisir, maintenant ce n’est plus le cas, et il est juste qu’elle reste cachée aux regards des autres. »
L'œuvre arrive à la Villa Borghèse en 1838. D'abord placée dans la salle d'Hélène et Pâris, la sculpture trouve en 1889 son emplacement définitif dans la Salle I du rez-de-chaussée, conformément aux épisodes racontés dans les peintures de la voûte du plafond avec les Histoires de Vénus et d'Énée,, représentant la scène au mont Ida du jugement de Pâris, peintes par Domenico De Angelis en 1779, et inspirées par un célèbre relief sur la façade de la Villa Médicis.
L'ensemble a été restauré en 1996.
Pauline Borghèse aurait également posé pour la Galatée, dont Antonio Canova est probablement l'auteur. La statue est conservée dans la  collection Demidoff de San Martino, au nord de Florence ; une copie se trouve au jardin des Mulini sur l'île d'Elbe.
Une copie de la Venus Victrix est installée à l'ambassade du Royaume-Uni en France.

## Description et analyse

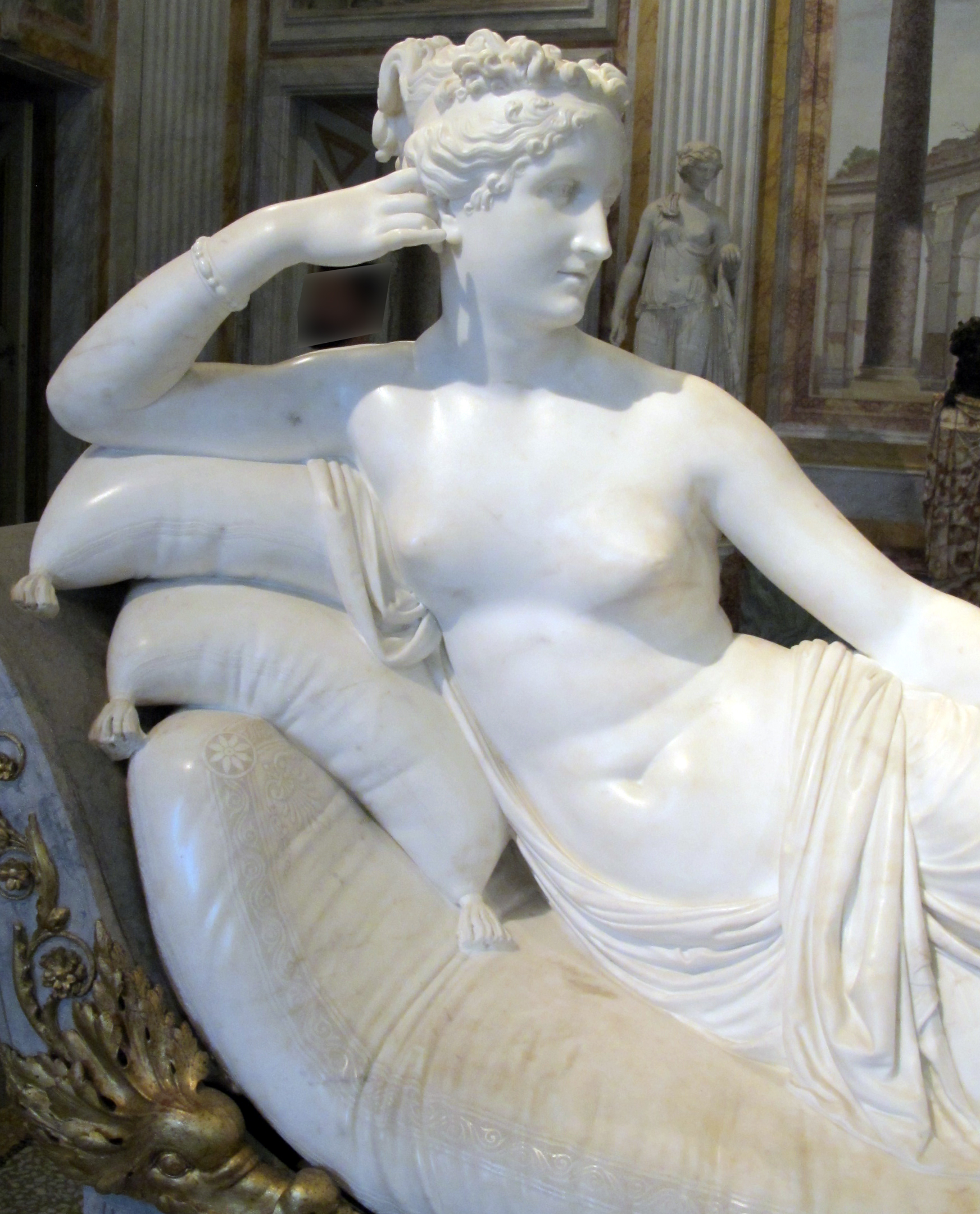
Détail.

Antonio Canova reprend les anciennes traditions artistiques romaines de représentations d'individus mortels sous les traits des dieux et de la belle forme féminine allongée sur un canapé, comme on le voit le plus souvent dans les représentations allongées d'Hermaphrodite.
Pauline est représentée sous les traits d'une Aphrodite (Vénus) victorieuse, la Vénus Victrix de la mythologie. Une pomme de Pâris a été disposée dans la main gauche de la statue à cet effet pour évoquer la victoire de Vénus lors du Jugement de Pâris sur le mont Ida, pour rendre hommage à la beauté triomphante de la princesse Borghèse, qui comptait parmi les plus belles femmes de son temps. Pâris dans la mythologie grecque, devait choisir à laquelle parmi les déesses Héra, Athéna et Aphrodite attribuer une pomme d'or avec dessus gravé « À la plus belle » ; Paris l'accorda à la déesse de l'amour.
Pauline est langoureusement semi-allongée sur une agrippina, un canapé équipé d'un seul accoudoir, sur lequel elle repose son bras droit. Son torse est nu, tandis que la partie inférieure de son corps est enveloppée dans une robe légère qui, révélant l'attache des fesses et soulignant les plis de l'aine, la rend modeste et sensuelle à la fois, conférant à l'œuvre un grand érotisme. Cela aurait été beaucoup moins ressenti si la femme avait été complètement déshabillée. Les traits parfaits et le visage idéalisé subliment le corps de Pauline en dehors de toute réalité terrestre : elle n'est renvoyée à la dimension humaine que grâce à une patine rose spéciale que Canova a appliquée sur les parties épidermiques de la sculpture, afin d'imiter la couleur du teint, donnant à l'ensemble de l'œuvre un léger semblant de vie.
La position particulière de la Vénus, un nu quasi entier et semi-allongé, rappelle un type de statuaire dit inclinable[réf. nécessaire] connu, par exemple l'Hermaphrodite endormi de la collection Borghèse, aujourd'hui au Louvre, et un autre, également un original antique, qui se trouve dans la galerie Borghèse même. Le personnage repose sur un klinê, accoudé sur un coussin, dans une pose semisdraiata, typique de la statuaire antique.
D'un point de vue technique, la statue se caractérise par l'équilibre entre les lignes horizontales et verticales, décrites par le lit, et les lignes diagonales, identifiées par le corps de Pauline, et par une alternance calibrée d'espaces pleins et de vides. La nature statique de la sculpture est contrebalancée par la torsion du visage de Pauline, qui se prête à une vue de trois quarts ; l'ensemble de la sculpture s'inscrit également sur une ligne fluide et sinueuse qui, partant des jambes de Pauline-Vénus, se fléchit dans la verticalité de son buste.
La statue est en marbre. Elle est cirée pour augmenter la réflexion, la statue ayant été conçue à l'origine pour être vue à la chandelle. La base est en bois laqué, drapé comme un catafalque. Elle comporte un mécanisme qui, autrefois, faisait tourner la sculpture (comme cela fut le cas d'autres œuvres de Canova).
La sculpture est orientée vers différentes vues, car chaque point de vue est en mesure d'offrir de nouvelles beautés sculpturales : c'est pour cette raison que Canova a inséré un engrenage dans le bois sur lequel repose la statue pour la faire tourner, afin qu'elle puisse être observé sous tous les angles. En effet, en fonction de la direction que prend l'œuvre, la quantité de lumière qui la frappe varie : de cette manière, des jeux d'ombre et de lumière toujours changeants sont déterminés, faisant varier l'apparence de Pauline à l'infini.

Vues sous différents angles
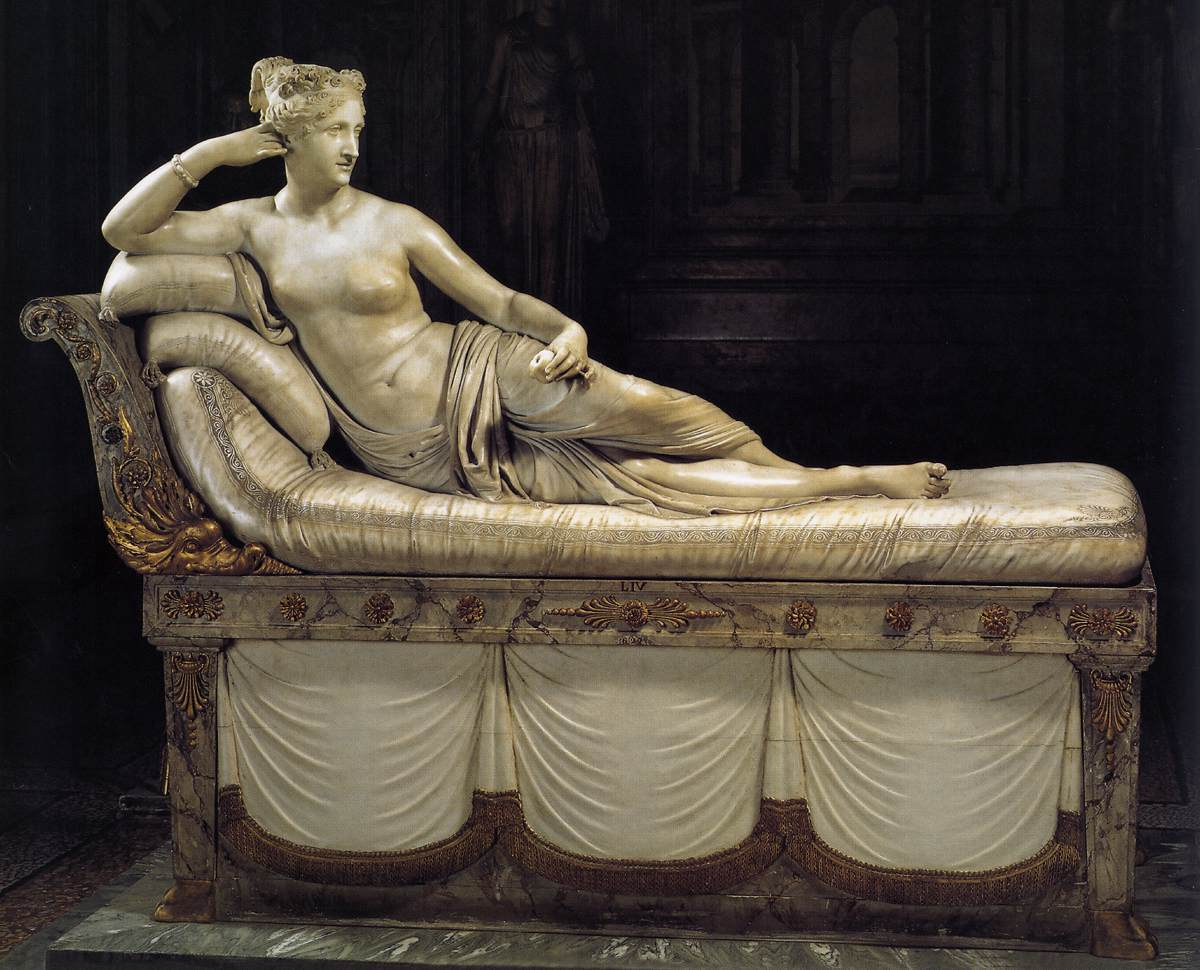
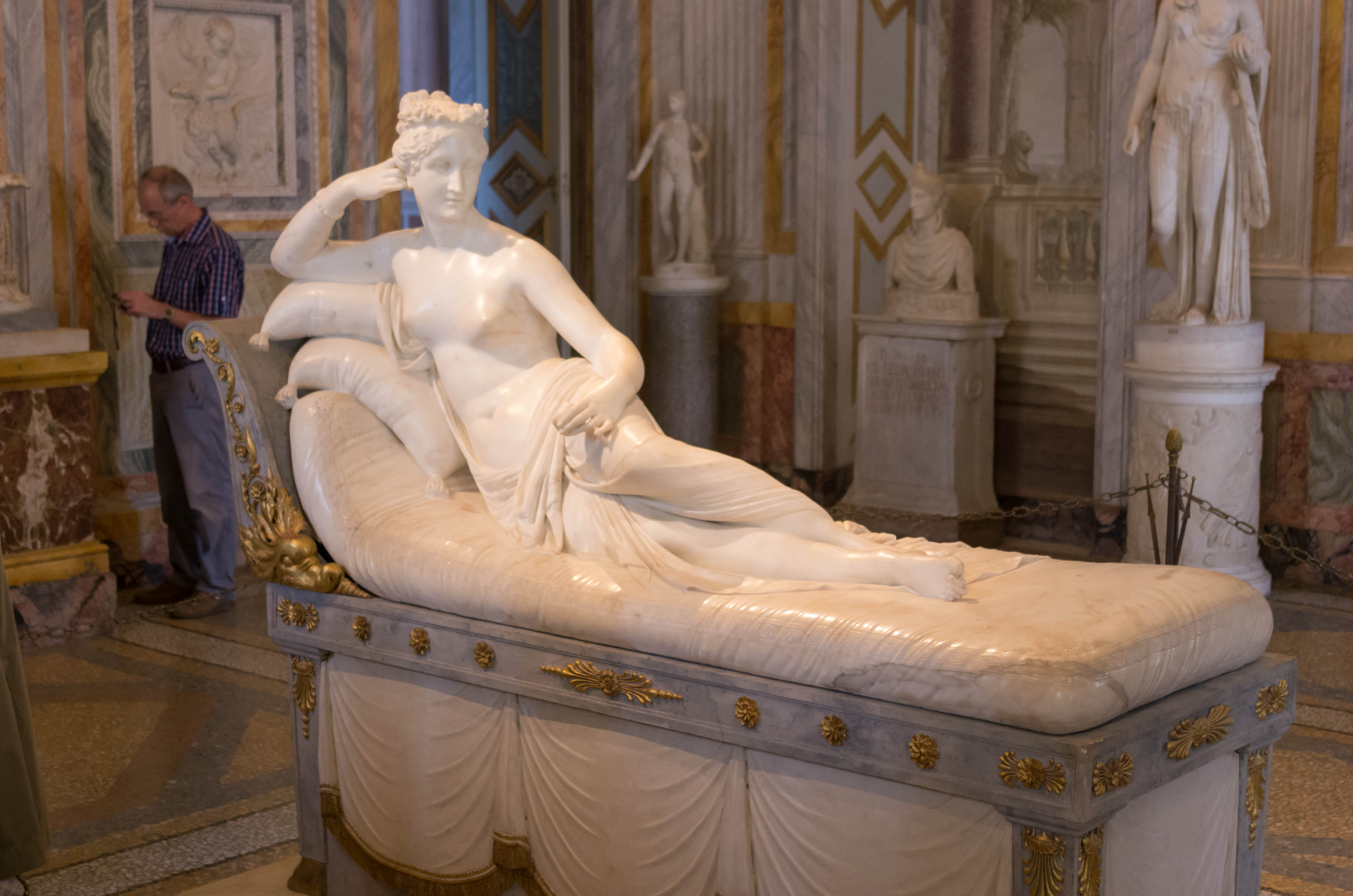
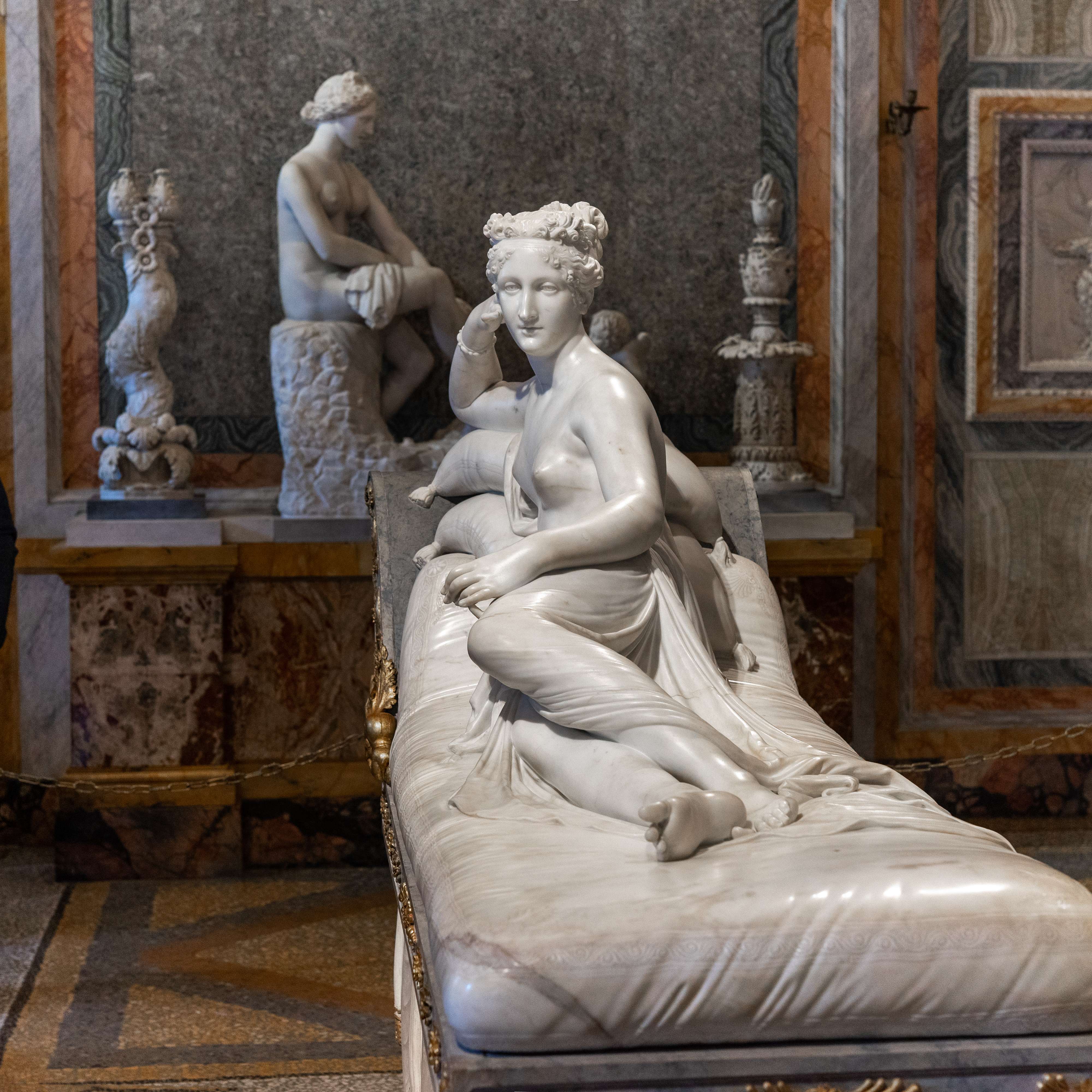
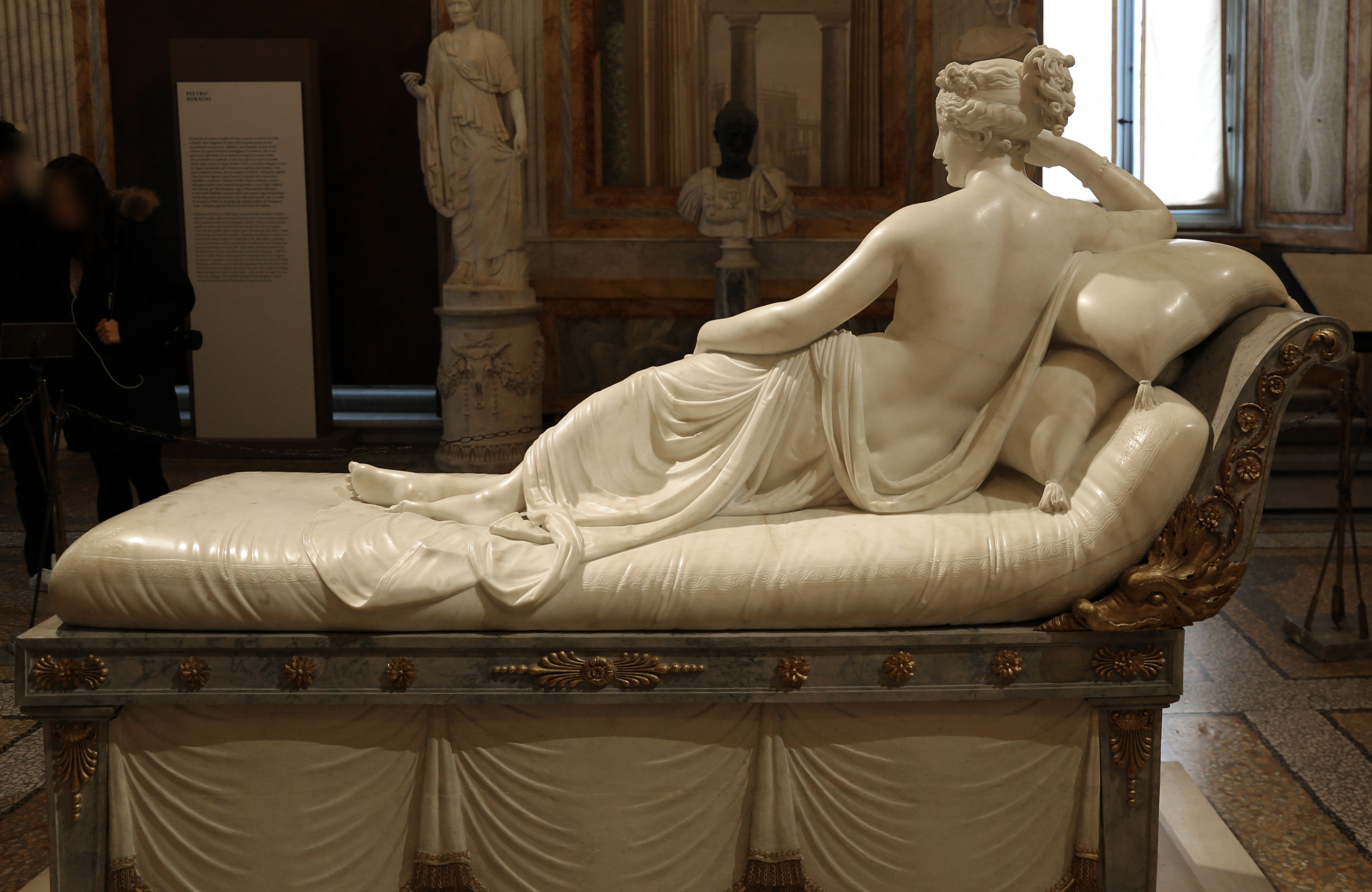
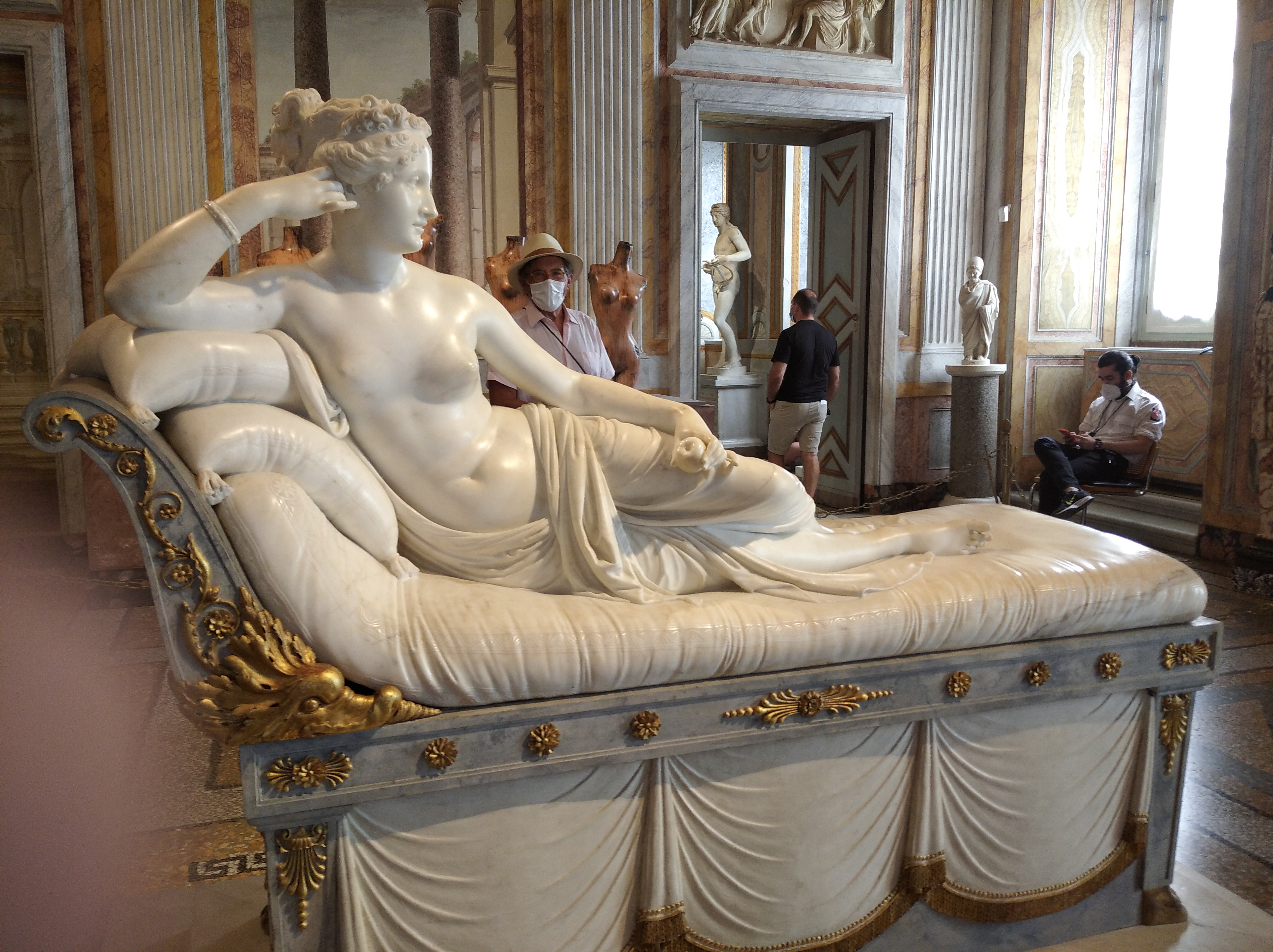

## Réception
Caractéristique du style néoclassique du sculpteur, l'œuvre fit scandale à cause de la rumeur que la princesse avait posé nue pour la sculpture, ce qu'elle-même avait délibérément voulu, tout en sachant que cela scandaliserait. Il était de toute façon inhabituel pour une personnalité de haut rang de n'être pas représentée revêtue de draperies placées stratégiquement. On peut débattre de savoir si Pauline Borghèse a réellement posé nue pour la sculpture, puisque seule la tête est un portrait réaliste (bien que légèrement idéalisé), tandis que le torse nu est une forme féminine idéalisée de manière néoclassique.

## Plâtre original
Une copie en plâtre de la sculpture est présente à la Canova Gipsoteca de Possagno, utilisé à l'origine comme modèle pour le marbre. Lors de la première bataille du Monte Grappa en 1917, un bombardement a sectionné la tête du plâtre et endommagé des parties des mains, des pieds et du tissu. Une restauration de 2004 a réparé ces dégâts. Cet exemplaire a été endommagé au pied droit (plus précisément au gros orteil) par un touriste autrichien désireux de prendre un selfie, en août 2020. Le touriste, retrouvé par les carabiniers grâce aux images de surveillance, a accepté de payer les frais de restauration de l'œuvre.